# Vilmos Pál Tomcsányi
Vilmos Pál Tomcsányi von Tomcsány (* 8. Februar 1880 in Budapest; † 7. Mai 1959 ebenda) war ein ungarischer Jurist, Politiker und Minister.

## Leben
Nach dem Jurastudium arbeitete Tomcsányi ab 1906 im Justizministerium, wo er 1918 Ministerialrat wurde. Von 1920 bis 1922 war er Abgeordneter der Partei der Kleinlandwirte (ung. Kisgazdapárt) im ungarischen Parlament. Vom 19. Juli 1920 bis zum 16. Juni 1922 war er in den Kabinetten von Pál Teleki und István Bethlen Justizminister und von 19. Februar bis 14. April 1921 Innenminister. Von 1927 bis 1939 war er erneut Parlamentsabgeordneter, diesmal für die Einheitspartei (ung. Egységes Párt), und wurde 1940 Mitglied des Oberhauses. Von 1942 bis 1944 war Tomcsányi Regierungskommissar für das damals ungarische Transkarpatien und vertrat dort eine Politik der Unterdrückung der Minderheiten.